# Episodi di Horizon
La prima e unica stagione della serie televisiva Horizon è composta da 22 episodi ed è stata trasmessa negli Stati Uniti da Fox Family dal 14 gennaio 2000 al 16 giugno 2000.
In Italia è stata trasmessa da Rai 2 dal 5 gennaio 2002 al 1º giugno 2002.
| N.° | Titolo originale             | Titolo italiano        | Prima TV USA     | Prima TV Italia  |
| --- | ---------------------------- | ---------------------- | ---------------- | ---------------- |
| 1   | Scott Free (Pilot)           | Ragazzi difficili      | 14 gennaio 2000  | 5 gennaio 2002   |
| 2   | Babe in Arms                 | Le donne di Peter      | 21 gennaio 2000  | 12 gennaio 2002  |
| 3   | Walking the Line             | La gara                | 28 gennaio 2000  | 19 gennaio 2002  |
| 4   | Our Strongest Link           | La sfida               | 4 febbraio 2000  | 26 gennaio 2002  |
| 5   | Hope Falls                   | Sensi di colpa         | 10 marzo 2000    | 2 febbraio 2002  |
| 6   | What Remains                 | La giovane indiana     | 11 febbraio 2000 | 9 febbraio 2002  |
| 7   | Crossroads                   | Un esperimento di vita | 18 febbraio 2000 | 16 febbraio 2002 |
| 8   | Worlds Apart                 | Legami di sangue       | 25 febbraio 2000 | 23 febbraio 2002 |
| 9   | Seductions                   | Seduzioni              | 3 marzo 2000     | 2 marzo 2002     |
| 10  | Close Encounters             | L'incubo che ritorna   | 17 marzo 2000    | 9 marzo 2002     |
| 11  | Best Behavior                | Tentato suicidio       | 31 marzo 2000    | 16 marzo 2002    |
| 12  | Wherefore art thou           | Il furto               | 7 aprile 2000    | 23 marzo 2002    |
| 13  | Attention Deficit            | La vita non è un film  | 14 aprile 2000   | 6 aprile 2002    |
| 14  | The Kids Stay in the Picture | L’infiltrata           | 21 aprile 2000   | 13 aprile 2002   |
| 15  | Exposed                      | Viaggio nell’infanzia  | 28 aprile 2000   | 20 aprile 2002   |
| 16  | Innocence                    | Cuore di pietra        | 5 maggio 2000    | 27 aprile 2002   |
| 17  | Daised and Confused          | L'eredità              | 12 maggio 2000   | 4 maggio 2002    |
| 18  | One of Those Days            | Paura in casa          | 19 maggio 2000   | 11 maggio 2002   |
| 19  | Because it's There           | Delirio                | 26 maggio 2000   | 18 maggio 2002   |
| 20  | Falling Up                   | Mi hai salvato la vita | 3 giugno 2000    | 25 maggio 2002   |
| 21  | Mended Fences                | -                      | 9 giugno 2000    | -                |
| 22  | Because I Love You           | Perché ti amo          | 16 giugno 2000   | 1º giugno 2002   |